# Walter Corbett
Walter Samuel Corbett, né le 26 novembre 1880 et mort le 23 novembre 1960, est un footballeur anglais, qui participe aux Jeux olympiques de 1908.

## Biographie
Il joue trois matchs en équipe d'Angleterre lors de l'année 1908. Il joue son premier match en équipe nationale le 6 juin 1908 face à l'équipe d'Autriche, et son dernier le 13 juin 1908 face à l'équipe de Bohême et Moravie.
Il fait partie des joueurs britanniques qui remportent le tournoi olympique et la médaille d'or en 1908. Il joue trois matchs lors de la compétition organisée à Londres.

## Palmarès
Grande-Bretagne olympique
- Jeux olympiques (1) :
  -  Or : 1908.